# Sympherobius klapaleki
Sympherobius klapaleki är en insektsart som beskrevs av Zeleny 1963. Sympherobius klapaleki ingår i släktet Sympherobius och familjen florsländor. Inga underarter finns listade i Catalogue of Life.